# Grand Prix automobile du Canada 1982
Résultats du Grand Prix du Canada de Formule 1 1982 qui a eu lieu sur le circuit Gilles-Villeneuve à Montréal le 13 juin 1982.

## Classement
| Pos. | No | Pilote             | Écurie          | Tours | Temps/Abandon                      | Grille | Points |
| ---- | -- | ------------------ | --------------- | ----- | ---------------------------------- | ------ | ------ |
| 1    | 1  | Nelson Piquet      | Brabham-BMW     | 70    | 1 h 46 min 39 s 577 (173,655 km/h) | 4      | 9      |
| 2    | 2  | Riccardo Patrese   | Brabham-Ford    | 70    | + 13 s 799                         | 8      | 6      |
| 3    | 7  | John Watson        | McLaren-Ford    | 70    | + 1 min 01 s 836                   | 6      | 4      |
| 4    | 11 | Elio De Angelis    | Lotus-Ford      | 69    | + 1 tour                           | 10     | 3      |
| 5    | 29 | Marc Surer         | Arrows-Ford     | 69    | + 1 tour                           | 16     | 2      |
| 6    | 22 | Andrea De Cesaris  | Alfa Romeo      | 68    | Panne d'essence                    | 9      | 1      |
| 7    | 5  | Derek Daly         | Williams-Ford   | 68    | Panne d'essence                    | 13     |        |
| 8    | 30 | Mauro Baldi        | Arrows-Ford     | 68    | + 2 tours                          | 17     |        |
| 9    | 28 | Didier Pironi      | Ferrari         | 67    | + 3 tours                          | 1      |        |
| 10   | 25 | Eddie Cheever      | Ligier-Matra    | 66    | Panne d'essence                    | 12     |        |
| 11   | 17 | Jochen Mass        | March-Ford      | 66    | + 4 tours                          | 22     |        |
| Nc.  | 4  | Brian Henton       | Tyrrell-Ford    | 59    | Non classé                         | 26     |        |
| Abd. | 6  | Keke Rosberg       | Williams-Ford   | 52    | Boîte de vitesses                  | 7      |        |
| Abd. | 18 | Raul Boesel        | March-Ford      | 47    | Moteur                             | 21     |        |
| Abd. | 3  | Michele Alboreto   | Tyrrell-Ford    | 41    | Alimentation                       | 15     |        |
| Abd. | 15 | Alain Prost        | Renault         | 30    | Moteur                             | 3      |        |
| Abd. | 16 | René Arnoux        | Renault         | 28    | Sortie de piste                    | 2      |        |
| Abd. | 10 | Eliseo Salazar     | ATS-Ford        | 20    | Moteur                             | 24     |        |
| Abd. | 8  | Niki Lauda         | McLaren-Ford    | 17    | Embrayage                          | 11     |        |
| Abd. | 26 | Jacques Laffite    | Ligier-Matra    | 8     | Tenue de route                     | 19     |        |
| Abd. | 14 | Roberto Guerrero   | Ensign-Ford     | 2     | Embrayage                          | 20     |        |
| Abd. | 23 | Bruno Giacomelli   | Alfa Romeo      | 1     | Collision                          | 5      |        |
| Abd. | 12 | Nigel Mansell      | Lotus-Ford      | 1     | Collision                          | 14     |        |
| Ret. | 31 | Jean-Pierre Jarier | Osella-Ford     | 0     | Retrait volontaire                 | 18     |        |
| Abd. | 32 | Riccardo Paletti   | Osella-Ford     | 0     | Accident mortel                    | 23     |        |
| Abd. | 33 | Geoff Lees         | Theodore-Ford   | 0     | Collision                          | 25     |        |
| Nq.  | 9  | Manfred Winkelhock | ATS-Ford        |       | Non qualifié                       |        |        |
| Nq.  | 19 | Emilio de Villota  | March-Ford      |       | Non qualifié                       |        |        |
| Nq.  | 20 | Chico Serra        | Fittipaldi-Ford |       | Non qualifié                       |        |        |

## Pole position et record du tour
- Pole position : Didier Pironi en 1 min 27 s 509 (vitesse moyenne : 181,421 km/h).
- Meilleur tour en course : Didier Pironi en 1 min 28 s 323 au 66e tour (vitesse moyenne : 179,749 km/h).

## Tours en tête
- Didier Pironi : 1 (1)
- René Arnoux : 7 (2-8)
- Nelson Piquet : 62 (9-70)

## À noter
- 7e victoire pour Nelson Piquet ;
- 28e victoire pour Brabham en tant que constructeur.
- 1re victoire pour BMW en tant que motoriste ;
- La course est arrêtée au premier départ à la suite de deux collisions, la première entre la Ferrari de Didier Pironi, l'Osella-Ford de Riccardo Paletti et la Theodore-Ford de Geoff Lees et la seconde entre Raul Boesel, (March-Ford), Jochen Mass (également (March-Ford), et Eliseo Salazar (ATS-Ford). Un second départ sera donné avec la distance totale initialement prévue :
- 2e et dernier Grand Prix pour Riccardo Paletti qui se tue au premier départ en percutant à pleine vitesse la Ferrari de Didier Pironi qui avait calé sur la grille de départ (Paletti sera déclaré mort à son arrivée au Royal Victoria Hospital de Montréal) ;
- Violente altercation entre les pilotes brésiliens Raul Boesel (March-Ford) et Chico Serra (Fittipaldi-Ford) lors des essais qualificatifs.